# Kathy Kreiner
Kathy Kreiner (Timmins, 4 maggio 1957) è un'ex sciatrice alpina canadese, campionessa olimpica e iridata nello slalom gigante a Innsbruck 1976.

## Biografia

### Carriera sciistica
Sciatrice polivalente figlia del medico della nazionale di sci alpino del Canada ai X Giochi olimpici invernali di Grenoble 1968 e sorella di Laurie, a sua volta sciatrice alpina, Kathy Kreiner ottenne il primo risultato di rilievo in Coppa del Mondo appena quattordicenne, il 18 gennaio 1972 sulle nevi di Grindelwald, dove concluse 6ª in discesa libera; nella stessa stagione esordì ai Giochi olimpici invernali e a Sapporo 1972 si classificò 33ª nella discesa libera e 14ª nello slalom speciale.
Il 7 marzo 1973 salì per la prima volta sul podio in Coppa del Mondo, con il 3º posto ottenuto nello slalom gigante disputato ad Anchorage e vinto dalla svizzera Bernadette Zurbriggen davanti all'austriaca Monika Kaserer, e il 6 gennaio 1974 conquistò il suo unico successo nel massimo circuito internazionale, a Pfronten nella medesima specialità; ai successivi Mondiali di Sankt Moritz 1974 si piazzò 7ª nella discesa libera e 15ª nello slalom speciale, mentre ai XII Giochi olimpici invernali di Innsbruck 1976 riuscì a vincere la medaglia d'oro nello slalom gigante, medaglia valida anche ai fini dei Mondiali 1976, si classificò 19ª nella discesa libera e non completò lo slalom speciale.
Ai Mondiali di Garmisch-Partenkirchen 1978 si piazzò 12ª nella discesa libera e 4ª nella combinata e ai XIII Giochi olimpici invernali di Lake Placid 1980, sua ultima presenza olimpica, giunse 5ª nella discesa libera, 9ª nello slalom gigante, 15ª nello slalom speciale e 4ª nella combinata, disputata in sede olimpica ma valida solo ai fini dei Mondiali 1980. Il 3 dicembre dello stesso anno si aggiudicò l'ultimo podio di Coppa del Mondo piazzandosi 2ª a Val-d'Isère in discesa libera dietro a Marie-Theres Nadig, e il 13 marzo 1981 ottenne l'ultimo piazzamento della sua attività agonistica, il 15º posto nello slalom gigante di Coppa del Mondo disputato a Furano.

### Altre attività
Dopo il ritiro si è specializzata in psicologia dello sport all'Università di Ottawa e lavora in particolare con atleti in giovane età.

## Palmarès

### Olimpiadi
- 1 medaglia, valida anche ai fini dei Mondiali:
  - 1 oro (slalom gigante a Innsbruck 1976)

### Coppa del Mondo
- Miglior piazzamento in classifica generale: 10ª nel 1974
- 7 podi (1 in discesa libera, 6 in slalom gigante):
  - 1 vittoria
  - 3 secondi posti
  - 3 terzi posti

#### Coppa del Mondo - vittorie
| Data           | Località | Paese          | Specialità |
| -------------- | -------- | -------------- | ---------- |
| 6 gennaio 1974 | Pfronten | Germania Ovest | GS         |

Legenda:

GS = slalom gigante

### Campionati canadesi
- 15 medaglie[2][3]:
  - 13 ori (combinata[senza fonte] nel 1974; discesa libera, slalom speciale nel 1975; slalom gigante, combinata nel 1976; slalom gigante, slalom speciale nel 1977; discesa libera, slalom gigante, combinata nel 1978; slalom speciale nel 1979)
  - 4 argenti (discesa libera, slalom speciale nel 1980; discesa libera, slalom gigante nel 1981)

## Riconoscimenti
- Ontario’s Athlete of the Year (1976)[2]
- Canadian Sports Hall of Fame (1984)[1][2]